# 蹇幼樵
蹇幼樵（1895年—1973年），名國琛，字幼樵，四川省江油縣統馭鄉(又名中興鄉，現河口鄉)蹇家山人，曾任中華民國第一屆立法委員。

## 家世[1][2][3]
祖父蹇世宴，幼年習文，久考未中，以教書為業，家有土地十餘畝。父蹇耘，又名開闢，字莘樵，號莘農，清末秀才。母劉氏，生三子一女，長子國琛，字幼樵，妻張氏， 次子國珩，字少樵，妻李氏，三子國鑫，字仿樵，妻田氏。蹇耘喜愛書法，因家口眾多，常以賣字助家用，其人有膽略，富江湖義氣，善與鄉人排難解紛，因孚眾 望。
辛亥革命後，四川政局混亂，各地土匪蜂起，民不聊生，蹇耘因利乘便，與團總何登齊、團正李春田等三十餘人在蹇家山歃血盟誓，開山立堂，成立“廣益堂”袍哥組織，自任大爺。梓潼縣知事韋昭仁以蹇耘治匪有功，商同江油當局委為江梓聯防隊長，從此擴充實力，繼將匪首敬屯祥擒獲斬首示眾，威望日增。
民國六年(1917年)川軍為爭奪地盤，組織聯軍攻打滇黔軍戴戡、羅佩金，原駐川西北一帶劉存厚部開赴廣漢向成都進攻，江油、梓潼等縣遂成真空地帶，江油縣成立團練總局，初以劉幹臣任局長，無所作為，縣人等乃薦蹇耘繼任。蹇就任後訓練民團，消剿四境土匪，並擊斃匪首范子遷，聲名大震。民國13年(1924年)春楊森任四川軍務督理，委蹇耘為江梓劍聯團司令。民國14年(1925年)蹇耘去世，終年60歲。

## 簡歷[4]
- 幼從父課讀，後入江油兩等小學堂肄業
- 四川省立第二中學校（江油縣）畢業
- 離校後，隨父助理團務，以勇敢善戰著稱，被任為大隊長
- 民國12年(1923年)，加入中國國民黨
- 民國14年(1925年)，蹇耘去世後，繼任江油縣團練總局局長及江梓劍聯團司令，並將“廣益堂”改為“廣益公社”
- 國民革命軍第二十九軍軍長田頌堯將江梓劍聯團改為江彰平北梓劍六縣聯團，蹇幼樵仍任司令
- 民國19年(1930年)，委任為江油縣公安局長
- 民國20年(1931年)，委任為梓潼縣長
- 民國23年(1934年)2月，江油開辦“國民革命軍第二十九軍駐區團練幹部學校”，派江油縣長袁如驤兼校長，蹇幼樵任副校長。
- 民國22年(1933年)，康澤、葉介仁率“別動隊”入川，為中央統一川政作準備，葉於次年視察江油時，對蹇辦團於校引超重視，即囑舒紹介紹蹇參加了“復興社”。
- 民國23年(1934年)，川政統一。劉湘為四川省政府主席，並將國民革命軍第二十九軍改為國民革命軍第四十一軍，派孫震接任軍長，六縣聯防解體，孫震聘蹇為軍部參議。蹇并任江油縣回鄉善後清理委員會主任，後改財務委員會，仍任委員長。
- 創辦實業以發展地方經濟，相繼在平武、江油武都、永平、大康等地辦過鐵廠、紙廠、碗廠、果園、煉油廠、伐木廠等。
- 民國24年(1935年)，江彰平北昭廣劍梓八縣聯團司令
- 民國28年(1939年)，四川省江油縣動員委員會主任委員

5月1日，四川省臨時參議會候補參議員
- 民國29年(1940年)，三民主義青年團四川省江油縣分團部籌備主任
- 民國30年(1941年)，四川省江油縣臨時參議會議長

同年，中國國民黨江油縣黨員骨干訓練班副班長
- 民國33年(1944年)，四川省參議會參議員
- 駐會省參議員、三青團四川支團部監察委員及四川省銀行常務監察
- 民國36年(1947年)，將“廣益公社”袍哥擴大改組成立“和濟公社”，自任總社長，所屬四個支社，二十六個分社，遍佈全縣
- 民國37年（1948年），當選四川省第十選區第一屆立法委員，同時其弟蹇少樵當選第一屆國民大會代表，蹇仿樵任縣參議會議長。
- 民國38年（1949年）5月，四川省江油縣民眾自衛委員會主任委員

11月7日，四川省保安司令部江彰平北青松山防總隊總隊長。四川省保安司令部顧問、并任民主聯軍川北軍區司令員
12月21日，向中國人民解放軍投誠
- 中華人民共和國成立後，歷任江油縣人民政府副縣長、川北區剿匪委員會委員、川北區各界人民代表會議協商委員會代表、四川省政協委員、中國國民黨革命委員會四川省委機關總務處副處長
- 晚年失聰，1973年病逝，得年78歲

## 立法院出席會期
- 第１屆第１會期: 交通委員會
- 第１屆第１會期: 財政及金融委員會
- 第１屆第１會期: 經濟及資源委員會